# Chen Zhiben
Chen Zhiben (chinesisch 陈智贲, Pinyin Chén Zhìbēn, * 20. August 1986 in Peking) ist ein chinesischer Badmintonspieler.

## Karriere
Chen Zhiben wurde bei den Philippines Open 2009 Zweiter im Mixed mit Zhang Jinkang. Bei der Asienmeisterschaft des gleichen Jahres belegte er mit ihr Platz fünf in dieser Disziplin. Neunter wurde er im Herrendoppel bei diesen Kontinentalkämpfen Asiens.

## Sportliche Erfolge
| Saison | Veranstaltung      | Disziplin    | Platz | Name                        |
| ------ | ------------------ | ------------ | ----- | --------------------------- |
| 2009   | Philippines Open   | Mixed        | 2     | Chen Zhiben / Zhang Jinkang |
| 2009   | Asienmeisterschaft | Mixed        | 5     | Chen Zhiben / Zhang Jinkang |
| 2009   | Asienmeisterschaft | Herrendoppel | 9     | Li Tian / Chen Zhiben       |